# Jean Black Ngody
Jean Black Ngody (ur. 21 stycznia 1978 w Mudece) – były kameruński piłkarz występujący na pozycji pomocnika.

## Kariera
W swojej karierze reprezentował między innymi: PWD Bamenda, Unisportu Bafang, Victorii United Limbé, Odry/Varty Opole, AO Kavala, Górnika Zabrze, Stomilu Olsztyn, Okęcia Warszawa, Zorzy Dobrzany, Narwi Ostrołęka, Perlis FA, Stali Mielec, Kettering Town FC, Cwmbrân Town AFC, Maidenhead United, Halesowen Town i Aboomoslem FC.